# Miasto nieujarzmione
Miasto nieujarzmione, wcześniej Robinson warszawski – polski dramat filmowy z 1950 roku w reżyserii Jerzego Zarzyckiego.

## O filmie
Film opowiada o losach warszawskich robinsonów na tle burzenia Warszawy po zakończeniu powstania warszawskiego. Powstał na kanwie wojennych wspomnień Władysława Szpilmana. Film jest dokumentem polskiej sztuki filmowej: był kręcony w zniszczonej wojną Warszawie i stanowi zapis wyglądu zrujnowanego miasta w kilka lat po wojnie. W filmie dopatrzeć można się kilku charakterystycznych ulic i budynków Warszawy w stanie totalnej ruiny. Film jest unikatowy ze względu na zawarte w nim sceny będące rekonstrukcjami działań niemieckich grup technicznych powołanych do grabienia, podpalania i burzenia stolicy.
Film powstawał w warunkach cenzury komunistycznych władz, które wprowadziły liczne zmiany w scenariuszu, wypaczające pierwotny zamysł scenarzystów.  
Scena z filmu, w której Stanisław Różewicz (asystent reżysera) w mundurze Wehrmachtu dowodzi baterią wyrzutni Nebelwerfer pojawiała się w wielu filmach dokumentalnych ukazujących powstanie warszawskie. Została nakręcona w 1948 podczas wysadzania domów w śródmieściu Wrocławia. 

## O muzyce do filmu
Muzyce Artura Malawskiego zarzucono formalizm i usunięto ją z obrazu. Napisanie nowej muzyki powierzono Romanowi Palestrowi. W 1958 roku czasopismo „Film” (nr 2/1958) poinformowało, że muzyka Artura Malawskiego napisana do „Robinsona warszawskiego” zaginęła razem z kopią pierwszej wersji filmu. Nagranie prawdopodobnie nie zachowało się, jednak w toku badań nad archiwum nut FINA Kamil Staszowski rozpoznał i ostatecznie zweryfikował materiał nutowy, a następnie doprowadził do wykonania i studyjnego nagrania utworu przez orkiestrę Filharmonii Gorzowskiej pod dyrekcją Marty Kluczyńskiej. Oprócz nieznanej do tej pory muzyki Malawskiego nagrano także muzykę Romana Palestra, w tym jej fragmenty, które nie znalazły się w filmie, dotychczas nieznane. Nagranie w 2024 roku otrzymało nominację do Fryderyka. Partytura Malawskiego jest prawdopodobnie jedynym elementem pierwotnej wersji filmu, który przetrwał w kompletnej formie.

## Obsada aktorska
- Kazimierz Sapiński – Julek
- Jerzy Rakowiecki – Jan
- Igor Śmiałowski – Andrzej
- Jan Kurnakowicz – Rafalski
- Seweryn Butrym – polski generał
- Zofia Mrozowska – Krystyna
- Jerzy Kaliszewski – niemiecki oficer
- Lucjan Dytrych – obergruppenfuhrer Fisher
- Alfred Łodziński – niemiecki szabrownik
- Michał Melina – niemiecki generał
- Janusz Ziejewski – niemiecki szabrownik
- Stanisław Jasiukiewicz – radziecki żołnierz
- Jan Świderski – radziecki major
- Maria Kaniewska – kobieta w oknie